# Brachetto

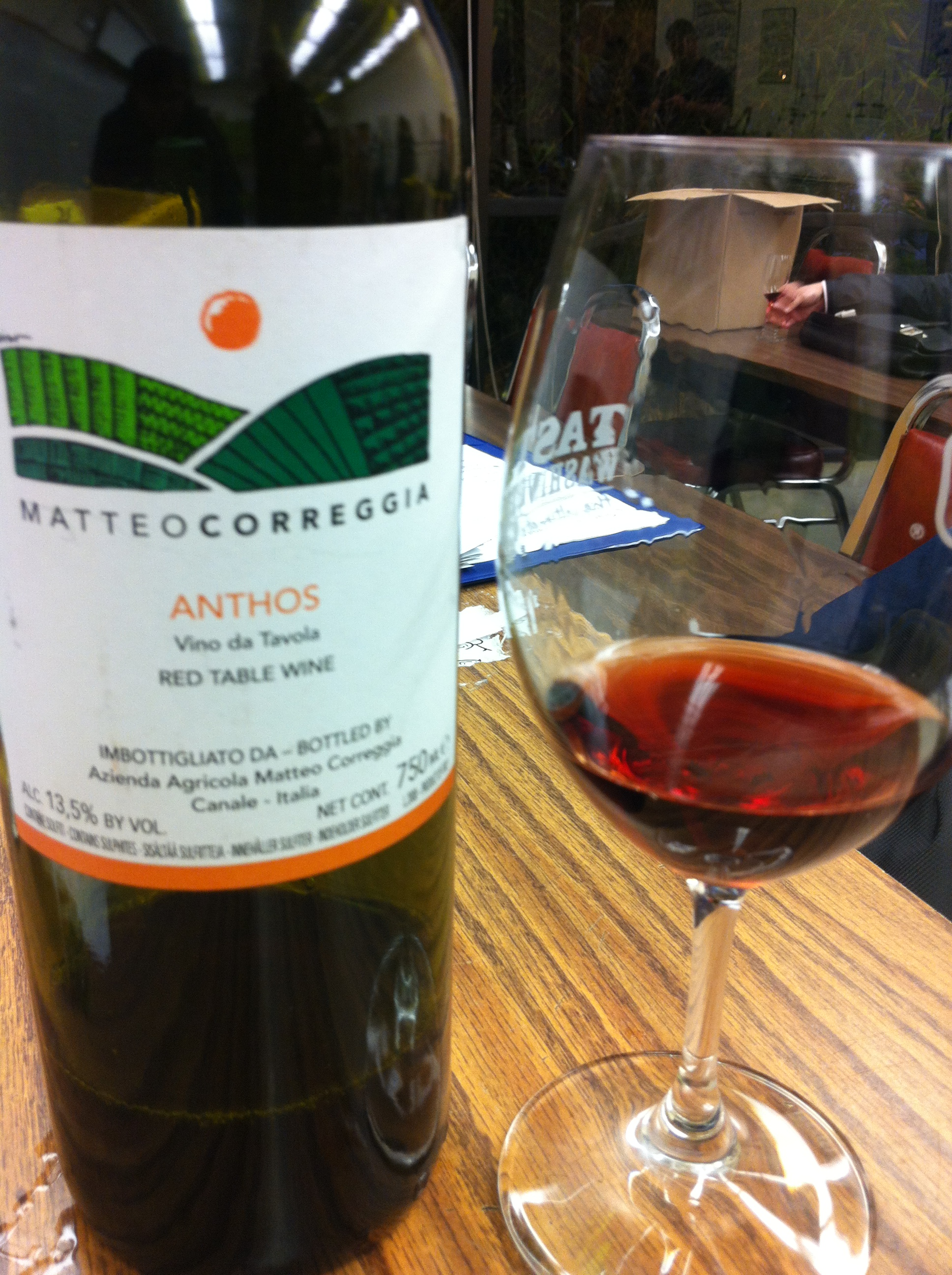
Un vino de mesa hecho en Piamonte sobre todo de la uva brachetto.

La brachetto es una uva tinta italiana que crece sobre todo en la región del Piamonte, al noroeste de Italia. Hubo un tiempo en que se creyó que estaba relacionada con la uva de vino francesa braquet, pero los ampelógrafos creen actualmente que son dos variedades distintas.
En la región italiana de Piamonte la uva está algo más extendida: la producción ha caído sobre todo en las provincias de Asti y Alessandria, entre los ríos Bormida y Belbo, además de en varias partes de la provincia de Cuneo. En Canelli, en la frontera entre Asti y Langhe, la uva es conocida como borgogna. El vino más destacable aquí es el tinto Brachetto d'Acqui, con Denominazione di Origine Controllata e Garantita (DOCG), que está realizado también en estilo esmuoso. La DOC Piemonte Brachetto, también de vino tino, está hecha con un mínimo de un 85% de brachetto; que se produce normal o frizzante (ligeramente espumoso)". La mezcla para el vino basado en la ruché de la DOC Ruché di Castagnole Monferratto tiene, al menos, un 10% de brachetto.

## Vinos
La brachetto tiende a producir vinos de cuerpo ligero, con notas aromáticas intensas, entre las que se distinguen notas a fresas. En la región DOCG Brachetto d'Acqui, la uva es usada para producir un vino dulce ligero y espumoso similar al lambrusco que algunas veces se toma como un equivalente tinto del Moscato d'Asti.